# Neohrožený Mikeš

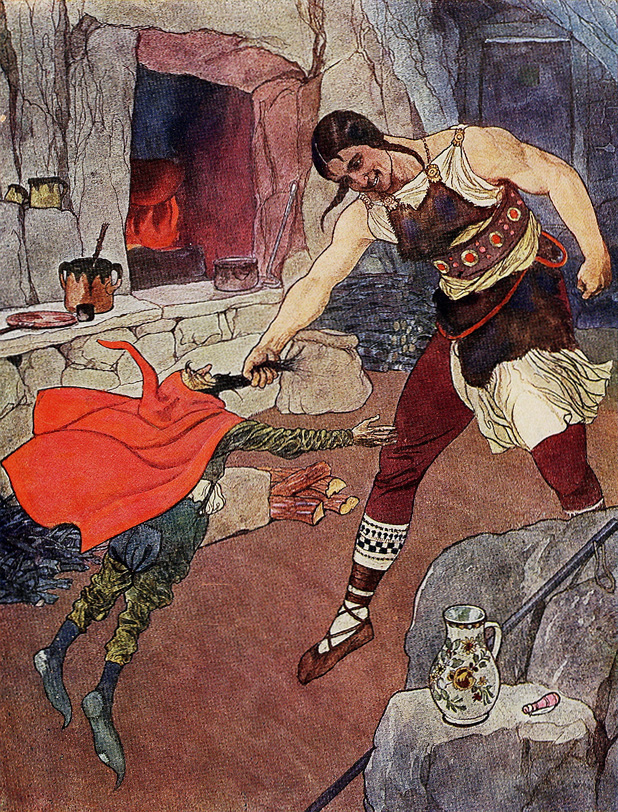
Ilustrace k pohádce od Artuše Scheinera

Neohrožený Mikeš je pohádka Boženy Němcové.

## Filmová adaptace
- O statečném kováři – česká filmová pohádka režiséra Petra Švédy z roku 1983. V hlavní roli Pavel Kříž.

## Zpracování pohádkou pouze inspirováno
- Tři srdce – česká filmová pohádka režiséra Václava Křístka z roku 2006. V hlavní roli Aleš Petrič.

## Děj
- Mikeš s přáteli hledá ztracené princezny.

## Online dostupné dílo
- NĚMCOVÁ, Božena. Čertův švagr : Neohrožený Mikeš : O Nesytovi : Silný Ctibor. Praha: Jan Laichter, 1912. 63 s. Dostupné online. Kapitola Neohrožený Mikeš, s. 22–40.